# Chimarra mitis
Chimarra mitis är en nattsländeart som först beskrevs av Hagen 1858.  Chimarra mitis ingår i släktet Chimarra och familjen stengömmenattsländor. Inga underarter finns listade i Catalogue of Life.